# Факультет географии и геоэкологии Санкт-Петербургского государственного университета
Факульте́т геогра́фии и геоэколо́гии СПбГУ с 1925 по 2014  гг. являлся обособленным структурным учебно-научным подразделением СПбГУ и старейшим географическим факультетом в России. С 2014 г. входит в состав Института наук о Земле, включающего в свой состав также бывший геологический факультет.

## История

### Предыстория создания
Географические наука и образование в Санкт-Петербурге начали развиваться с учреждения Петром I Академического университета в 1724 г. По результатам исследований в 1745 г. был издан полный географический атлас России. В середине 1760-х гг. М. В. Ломоносов разработал новую программу и учебник по физической географии. Этот предмет он читал в Академическом, а затем и в Московском университетах. Им впервые были введены термины «экономическая география» и «экономическая ландкарта».
- В Санкт-Петербургском университете со времени его возобновления (1819) первые лекции по географии и статистике читали профессора К. Ф. Герман, К. И. Арсеньев, Е. Ф. Зябловский и другие. Кафедра географии была открыта на историко-филологическом факультете.
- В 1835 г. в соответствии с новым Общим уставом Российских университетов на физико-математическом факультете образована кафедра физики и физической географии, которую возглавил крупный ученый того времени академик Э. Х. Ленц[2]. С 1865 г. её возглавил Р. Э. Ленц. При нём появились самостоятельные курсы гидрологии, метеорологии, геодезии, зоогеографии.
- В 1845 г. учреждено Императорское Русское Географическое общество. Его деятельность дала толчок развитию географической науки и географического образования в России.
- В 1884 г. на историко-филологическом факультете Петербургского университета учреждается кафедра географии и этнографии в соответствии с новым университетским уставом.
- В 1887 г. кафедра географии и этнографии по предложению Университета переводится на естественное отделение физико-математического факультета. Её возглавил известный географ, проф. Бернского университета Э. Ю. Петри[3]. После его кончины в 1899 г. кафедру возглавил П. И. Броунов, а в 1916 г. — биолог и географ, впоследствии основатель советской школы ландшафтоведения Л. С. Берг. На кафедре также читали лекции выдающиеся ученые А. И. Воейков, В. В. Докучаев и П. А. Костычев. После создания новой кафедры, А. И. Воейков был командирован за границу для изучения опыта преподавания на кафедрах географии. Таким образом, на физико-математическом факультете появились две географические кафедры: физики и физической географии с общеобразовательным преподаванием географии и физической географии и этнографии с географией как профилирующим предметом.
- В 1906 г. основан Географический кружок в Петербургском университете.
- В 1910 г. организовано Географическое бюро при Географическом кабинете Педагогического музея под руководством В. А. Адлера, которого вскоре сменил Л. С. Берг.
- В 1916 г. начали работать Высшие географические курсы при Докучаевском почвенном комитете Департамента земледелия, которые возглавил А. И. Воейков. Решение об открытии курсов принято 14 марта 1914 г. В их состав вошло и Географическое бюро. Новое учебное заведение пользовалось большой популярностью, хотя и не выдавало специального диплома. Организаторы курсов прилагали усилия для создания специализированного высшего учебного заведения.
- 3 декабря 1918 г. опубликовано постановление Наркомпроса[4] об образовании с 1 сентября 1918 г. Географического института, ставшего первым высшим географическим учебным заведением в России. В 1919 г. количество профессоров и преподавателей составило 45 чел., персонала — 18 чел., слушателей — 577 чел. И. о. директора назначен И. Д. Лукашевич. С 1919 г. директором Института стал А. Е. Ферсман. В состав Института входили два факультета: общегеографический и этнографический, которые включали в себя 16 кафедр: общее землеведение с геоморфологией; страноведение; география почв и почвоведение; геология с палеонтологией; петрография, минералогия и кристаллография; метеорология с климатологией; гидрология суши и моря; геодезия с картографией; астрономия; высшая геодезия и математика; ботаническая география с ботаникой; зоогеография с зоологией; антропология, анатомия и физиология человека; этнография, палеоэтнография и общее языкознание; статистика; экономическая география и учение о хозяйстве; физика и химия.

Для проведения научных исследований была создана Учёная коллегия института.
Географический институт с 1918 г. размещался на набережной реки Мойки, д. 122 (бывший дворец великого князя Алексея Александровича — сына Александра III). 
- 1921 г. создана первая стационарная база для проведения академической учебной практики (пос. Саблино Ленинградской обл.), действующая до сих пор.
- В 1922 году независимо создается Географо-экономический исследовательский институт (ГЭНИИ), преобразованный из Ученой коллегии Географического института. Первым директором был избран П. И. Броунов.

### История факультета
- 15 мая 1925 года Географический институт Постановлением СНК РСФСР был введён в состав Ленинградского Университета на правах самостоятельного географического факультета. Одновременно к Университету был присоединён и Географо-экономический исследовательский институт.

В первый период своего существования, с 1925 по 1930 год, факультет состоял из 3-х отделений: общегеографического, этнографического и антропологического.
Первым деканом факультета был академик А. Е. Ферсман. Затем Я. С. Эдельштейн.
В последующие годы количество специальностей и кафедр постепенно увеличивалось.
- 1930 г. В связи с реорганизацией Университета, факультет переименован в факультет географии и геофизики. Этнографическое отделение переводится в Ленинградский институт истории и литературы (с 1937 г. — филологический факультет ЛГУ), а в настоящее время находится на историческом факультете СПбГУ.
- В 1931—32 гг. был проведён эксперимент с ликвидацией факультетов и кафедр Университета, которые были преобразованы в "секторы подготовки кадров". Соответственно был создан и сектор подготовки географов. В нём восстановлено и геологическое образование, которое было возвращено из Горного института[5]
- 1933 г. Образован геолого-почвенно-географический факультет.
- 1934 г. Факультет переезжает в здание на Менделеевской линии, д. 5.
- 1937 г. Факультет разделён на географическое и геолого-почвенное отделения[6]. До разделения факультет насчитывал 19 кафедр: общей геологии, исторической геологии, петрографии и геохимии, кристаллографии, физической географии, географии почв, экспериментального почвоведения, палеонтологии, минералогии, гидрологии, климатологии, статистики, экономической географии, картографии, геоморфологии, грунтоведения, полярных стран, страноведения. На факультете обучалось 1278 студентов, он был самым крупным в ЛГУ как по числу кафедр, так и по числу студентов[7].
- К 1941 г. в составе факультета были следующие кафедры: физической географии и страноведения, экономической географии, геоморфологии, гидрологии, климатологии, географии растений, картографии. На факультете обучалось 572 студента и 37 аспирантов[8].
- В 1941—1945 гг. многие преподаватели и студенты ушли на фронт, в том числе в составе университетского отряда народного ополчения. В настоящее время память о павших в боях хранит мемориальная доска в здании факультета. Университет был эвакуирован в Саратов и возвращён в 1944 г. после снятия блокады.
- В 1952 г. факультет был переведён в здание бывшего дворца графа Бобринского на улице Красной (сейчас — Галерная), д. 60.
- В 1966 г. факультет и НИИ географии были переведены в здание по адресу: ул. Смольного, д. 3 (здание бывшего Александровского училища).
- В 1969 г. на факультете было 8 кафедр: 1) физической географии, 2) экономической географии, 3) геоморфологии, 4) картографии, 5) климатологии, 6) океанографии, 7) гидрологии суши, 8) биогеографии. Обучалось 750 студентов, преподавательский коллектив состоял из 15 профессоров, 24 доцентов и 21 ассистента, 30 человек вспомогательного персонала[9].
- С декабря 1983 года факультет и НИИГ расположены на 10-й линии Васильевского острова, д. 33/35. До революции в этом здании находились Бестужевские высшие женские курсы, некоторые помещения которых сохраняются до сих пор почти в первозданном виде.
- В 1987 г. географический факультет был переименован в факультет географии и геоэкологии. Факультет первым в России стал готовить специалистов с высшим географо-экологическим образованием.
- В 2005 г. факультет отметил своё 80-летие.
- В 2007 г. в состав факультета интегрирован НИИ географии СПбГУ.
- С 1 февраля 2014 г. факультет входит в состав Института наук о Земле[10].

В 2008 г. на факультете обучалось 1200 студентов, в том числе из 15 зарубежных стран. Прием составил 140 бюджетных и 50 платных мест.
Факультет участвовал в издании научного журнала "Вестник Санкт-Петербургского университета, Серия 7: Геология, География", выходящего 4 раза в год.

### Деканы
- 1925—1928 — А. Е. Ферсман
- 1933—1937 — Я. С. Эдельштейн
- 1937—1940 — И. Н. Гладцин
- 1940—1941 — С. В. Калесник (в 1943—1949 — проректор по научной работе)
- 1941—1949 — Л. С. Берг
- 1949—1953 — С. В. Калесник
- 1953—1965 — В. Х. Буйницкий
- 1965—1969 — М. П. Петров
- 1970—1976 — Б. Н. Семевский
- 1977—1982 — Н. В. Разумихин
- 1982—1986 — Л. Н. Алексеенко
- 1986—1989 — В. С. Жекулин
- 1989—2001 — П. П. Арапов
- 2001—2006 — В. В. Дмитриев
- 2006—2010 — Н. В. Каледин
- 2010—2012 — Т. А. Алиев
- c 2013 — Н. В. Каледин

## Кафедры

### По направлению «география»

#### Естественная география
- физической географии и ландшафтного планирования;
- геоморфологии;
- биогеографии и охраны природы;

#### Общественная география
- страноведения и международного туризма;
- экономической и социальной географии;
- региональной политики и политической географии.

### По направлению «гидрометеорология»
- климатологии и мониторинга окружающей среды;
- гидрологии суши (инженерная гидрология);
- океанологии;

### По направлению «экология и природопользование»
- геоэкологии и природопользования;
- экологической безопасности и устойчивого развития регионов (базовая кафедра Российской Академии Наук (РАН);

### По направлению «картография и геоинформатика»
- картографии и геоинформатики;

### По направлению «землеустройство и кадастры»
- землеустройства и кадастров.